# Балка Землянка
Ба́лка Землянка (рос. Бал. Землянка) — балка (річка) в Україні у Берестинському районі Харківської області. Ліва притока річки Вошивої (басейн Азовського моря).

## Опис
Довжина балки приблизно 6,22 км, найкоротша відстань між витоком і гирлом — 5,99 км, коефіцієнт звивистості річки — 1,04. Формується декількома безіменними балками та загатами. На деяких ділянках балка пересихає.

## Розташування
Бере початок у селі Землянки. Тече переважно на північний захід через село Кобзівку Другу й у селі Кобзівка впадає в річку Вошиву, ліву притоку Берестової.

## Цікаві факти
- Біля витоку балки у селі Землянки пролягає автошлях Т 2120[2](територіальний автомобільний шлях в Україні, Миколаївка — Кегичівка — Слобожанське — E105 М18. Проходить територією Зачепилівського, Кегичівського та Нововодолазького районів Харківської області.).
- У минулому столітті на балці існували газгольдер та газова свердловина[3].